# 欧尼斯特·布朗
欧尼斯特·布朗（英語：Ernest Brown，1979年5月17日—），美国NBA联盟职业篮球运动员。他在2000年的NBA选秀中第2轮第23顺位被迈阿密热火选中。